# کریستف کلمب: اکتشاف
کریستوف کلمب: اکتشاف (انگلیسی: Christopher Columbus: The Discovery) یک فیلم ماجراجویی تاریخی به کارگردانی جان گلن است که در سال ۱۹۹۲ منتشر شد. این آخرین پروژه‌ای بود که توسط تیم تولید پدر و پسر الکساندر و ایلیا سالکایند ساخته شد. این فیلم رویدادهای پس از سقوط امارت گرانادا (یک شاهزاده عربی که در جنوب اسپانیا قرار داشت) را دنبال می‌کند و به سفر کریستف کلمب به دنیای جدید در سال ۱۴۹۲ می‌انجامد.
تاریخچه پشت صحنه این فیلم شامل مجموعه‌ای مفصل از بدبختی‌های مالی بود که بعداً باعث درگیری عاطفی بین اسکندر و ایلیا شد. همان‌طور که اسکندر ناامید بعداً در مصاحبه ای در نوامبر ۱۹۹۳ با لس آنجلس تایمز اظهار تاسف کرد، «پس از این، می‌دانم که دیگر هرگز فیلم نخواهم ساخت.» این فیلم برای پانصدمین سالگرد سفر کلمب اکران شد. اولین نمایش تقریباً دقیقاً همزمان با فیلم ۱۴۹۲: فتح بهشت انجام شد که اغلب به سردرگمی بین دو فیلم منجر شده‌است.

## داستان
دریانورد جنوایی در دربار پادشاه فردیناند و ملکه ایزابلا اسپانیا بر دسیسه غلبه می‌کند و برای سفر خود به هند غربی که در نهایت منجر به کشف اروپا از قاره آمریکا می‌شود، بودجه دریافت می‌کند.

## بازیگران
- مارلون براندو
- راشل وارد
- رابرت داوی
- کاترین زیتا جونز
- تام سلک
- بنیسیو دل تورو
- متیو کریر
- مانوئل د بلاس
- نیگل تری
- مایکل گاتارد
- جورج فیشر
- پیتر گینس
- کریستوفر چاپلین
- نیکلاس سلبی
- جوزف لانگ

## تولید
کارگردان اولیه جرج پی کوزماتوس تولید را به دلیل "تفاوت‌های خلاقانه" ترک کرد، و بعداً کازماتوس از تهیه‌کنندگان میلیون‌ها دلار شکایت کرد و این موضوع در خارج از دادگاه حل و فصل شد. کمی قبل از شروع فیلمبرداری، جان گلن جایگزین کوزماتوس شد. در مرحله‌ای از زمان تولید، سازندگان به فکر کنار گذاشتن رویکرد سینمایی فیلم به یک مینی سریال تلویزیونی بودند. با این حال، زمانی که ایلیا سالکیند توانست بودجه‌ای ۴۵ میلیون دلاری به دست آورد، این امر کاهش یافت.

## گیشه
این فیلم موفقیت تجاری نداشت و در رتبه ۴ گیشه ایالات متحده قرار گرفت و در ایالات متحده و کانادا ۸٫۳ میلیون دلار فروخت. در بریتانیا ۰٫۵ میلیون دلار به دست آورد.

## جوایز
تام سلک برنده جایزه تمشک طلایی بدترین بازیگر نقش مکمل مرد شد. مارلون براندو همچنین نامزد بدترین بازیگر نقش مکمل مرد شد و فیلم چهار نامزدی دیگر برای جایزه تمشک طلایی از جمله: بدترین فیلم، بدترین کارگردان – جان گلن، بدترین ستاره جدید – ژرژ کورافیس و بدترین فیلمنامه – ماریو پوزو. در جوایز فیلم در سال ۱۹۹۲، نامزد بدترین فیلم شد.